# Bernice Coppieters
Bernice Coppieters (Dendermonde, 18 novembre 1970) è un'ex ballerina belga.

## Biografia
Nata e cresciuta a Dendermonde, dal 1980 ha studiato danza all'Istituto di balletto di Anversa, diplomandosi nel 1988; nello stesso anno ha vinto il Prix de Lausanne e si è perfezionata per tre mesi alla Juilliard School, studiando lo stile di George Balanchine. Dopo aver danzato per tre anni con il Koninklijk Ballet Vlaanderen, diventandone solista, nel 1991 è stata scritturata da Les Ballets de Monte Carlo, cominciando così un proficuo sodalizio artistico con Jean-Christophe Maillot.
Nel 1995 Carolina di Monaco l'ha proclamata danseuse étoile della compagnia, una carica che ha mantenuto per vent'anni fino al ritiro dalle scene nel 2015. Nel corso della sua carriera decennale ha danzato in oltre quaranta ruoli coreografati da Maillot, tra cui Giulietta in Romeo e Giulietta, la Fata Madrina in Cenerentola e Shahrazād in Shéhérazade, per cui ha vinto il Prix Benois de la Danse nel 2011.